# Panicum orinocanum
Panicum orinocanum là một loài thực vật có hoa trong họ Hòa thảo. Loài này được Luces mô tả khoa học đầu tiên năm 1942.